# Lucio Manlio Acidino Fulviano
Lucio Manlio Acidino Fulviano (en latín, Lucius Manlius Acidinus Fulvianus) fue un político y militar romano del siglo II a. C., que originalmente perteneció a la gens Fulvia, y fue adoptado posteriormente en la gens Manlia, probablemente por Lucio Manlio Acidino. Ocupó el consulado en 179 a. C.

## Carrera política
Fue pretor en 188 a. C., y gobernó la provincia de Hispania Citerior hasta 186 a. C. En el último año defendió la provincia de un ataque de los celtíberos y de no ser por la llegada de su sucesor habría logrado subyugar a toda la población. Solicitó, en consecuencia, la celebración de un triunfo, pero solo obtuvo el derecho a una ovación.
En 183 a. C. fue uno de los embajadores enviados a la Galia Transalpina y fue elegido triunviro para la fundación de la colonia latina de Aquileia, aunque ésta no se fundaría finalmente hasta el año 181 a. C. Fue elegido cónsul en 179 a. C., junto con su hermano de sangre, Quinto Fulvio Flaco. Se trata del único caso en el que dos hermanos obtuvieran el consulado al mismo tiempo.
Sobre la elección de Acidino, M. Escipión lo declaró ser virum bonum, egregiumque civem.